# Caroline Torra-Mattenklott
Caroline Torra-Mattenklott (* 1969) ist eine deutsche Literaturwissenschaftlerin.

## Leben
Torra-Mattenklott studierte von 1988 bis 1994 die Fächer Musikwissenschaft, Allgemeine und Vergleichende Literaturwissenschaft und Italienisch an der FU Berlin. Im Anschluss daran war sie mit einem Graduiertenstipendium des DAAD ein Jahr lang zu Studien- und Forschungszwecken an der Stanford University, California sowie von 1996 bis 1999 als Stipendiatin des Graduiertenkollegs „Theorie der Literatur und Kommunikation“ an der Universität Konstanz tätig. In Konstanz promovierte sie 1999 mit der Dissertation Metaphorologie der Rührung. Ästhetische Theorie und Mechanik im 18. Jahrhundert.
Anschließend war Torra-Mattenklott von 2000 bis 2009 als Oberassistentin in der Abteilung Neuere deutsche Literatur am Deutschen Seminar der Universität Zürich tätig und leitete dort von 2009 bis 2011 das Forschungsprojekt „Zwischen Anschauung und Abstraktion. Die Figur als poetologische Kategorie“.
Im Jahr 2011 wechselte Torra-Mattenklott als Oberassistentin und Dozentin an das Institut für Germanistik der Universität Bern, wo sie sich 2014 habilitierte und ihre Venia docendi für Neuere deutsche Literatur und Allgemeine und Vergleichende Literaturwissenschaft (Komparatistik) erhielt. Nach einer Zwischenstation als Professorin auf Zeit für Allgemeine und Vergleichende Literaturwissenschaft am Peter-Szondi-Institut der Freien Universität Berlin wurde Torra-Mattenklott 2016 als ordentliche Professorin (W3) für Germanistische und Allgemeine Literaturwissenschaft mit dem Schwerpunkt Wissensformen an die RWTH Aachen berufen.
Caroline Torra-Mattenklott ist die Tochter der Literaturwissenschaftler Gundel und Gert Mattenklott.

## Schriften (Auswahl)
- Figuren des Imaginären. Zu Hans Werner Henzes Le miracle de la rose. Hamburg 1996, ISBN 3-928770-60-8.
- Metaphorologie der Rührung. Ästhetische Theorie und Mechanik im 18. Jahrhundert. München 2002, ISBN 3-7705-3630-4.
- Poetik der Figur. Zwischen Geometrie und Rhetorik: Modelle der Textkomposition von Lessing bis Valéry. Paderborn 2016, ISBN 3-7705-6027-2.